# Dives in misericordia
Die zweite Enzyklika Papst Johannes Paul II. Dives in misericordia („reich an Erbarmen“) aus dem Jahre 1980 nimmt die Barmherzigkeit und die daraus resultierende Gerechtigkeit Gottes in den Blick.

## Gliederung
I Wer mich sieht, sieht den Vater (vgl. Joh 14, 9)
1. Die Offenbarung des Erbarmens
2. Die Inkarnation des Erbarmens
II Die messianische Botschaft
3. Als Christus zu wirken und zu lehren begann
III 4. Das Alte Testament
IV Das Gleichnis vom verlorenen Sohn
5. Der Vergleich
6. Die Betonung der menschlichen Würde
V Das Paschamysterium
7. Das Erbarmen wird in Kreuz und Auferstehung offenbar
8. Die Liebe ist stärker als Tod und Sünde
9. Die Mutter des Erbarmens
VI »Erbarmen ... von Geschlecht zu Geschlecht«
10. Das Bild »unseres Geschlechtes, unserer Generation«
11. Quellen der Unruhe
12. Genügt die Gerechtigkeit?
VII Das Erbarmen Gottes in der Sendung der Kirche
13. Die Kirche bekennt und verkündet das Erbarmen Gottes
14. Die  Kirche sucht das  Erbarmen zu verwirklichen
VIII Gebet der Kirche in unserer Zeit
15. Die Kirche ruft das göttliche Erbarmen an